# NGC 7041B
NGC 7041B is een spiraalvormig sterrenstelsel in het sterrenbeeld Indiaan. Het hemelobject werd op 7 juli 1834 ontdekt door de Britse astronoom John Herschel.

## Synoniemen
- PGC 129672